# 統一企業
統一企業股份有限公司（日本語：とういつきぎょう 英語：Uni-President Enterprises Corporation 略称：統一企業、統一集団）は、台湾（中華民国）の食品製造・食品加工・流通・小売などのグループ企業。台湾の食品関連企業・流通企業では最大手。総本部を台南市永康区に置く。1987年12月28日に台湾證券交易所に上場、証券コードは1216。中華職棒の統一ライオンズを保有する。

## 概要
統一企業は1967年に設立され、1978年の統一超商（セブン-イレブン）の設立をはじめ、数多くの日本・欧米企業と提携を進めている企業である。製造・卸売・小売が垂直的に統合された製販統合型であることを特徴とする。

## 歴史
統一企業は台南幇の一企業である台南紡績をルーツに持つ。台南紡績で十数年働いていた高清愿が、小麦粉工場の民間経営が緩和された1967年7月、台南紡績の支援を得て3200万元で設立した。会長には台南幇財閥の資本家の一人であった呉修齊が置かれ、高清愿は社長となった。設立時には呉修齊と高清愿の親族のほか、台南紡績の顧客である鄭氏や、高清愿の同僚・友人が出資した。開業初期は台南幇からの資本支持もあり、海外企業との技術提携や最先端の生産設備の導入によって、設立翌年から黒字化を果たした。
1973年にはそれまで食品メーカー最大手だった味全食品を抜き、業界最大手となった。その後は台湾の経済成長に合わせて多様な消費財食品の全国展開などを行った。しかし、地域ごとのディーラー制だったことから、その欠点が徐々に表れていった。
1980年以降、統一超商や統一パンをはじめとする小売業に進出し、またディーラー制だったものを販売会社制に整理することで商売経路を確立した。
1989年には中国本土や東南アジアへの進出を行い、海外企業の合弁や買収を積極的に行った。2002年時点で中国本土に45か所の工場を有し、他ベトナム、タイ、インドネシア、フィリピンなどに工場や子会社を進出させた。

### 沿革

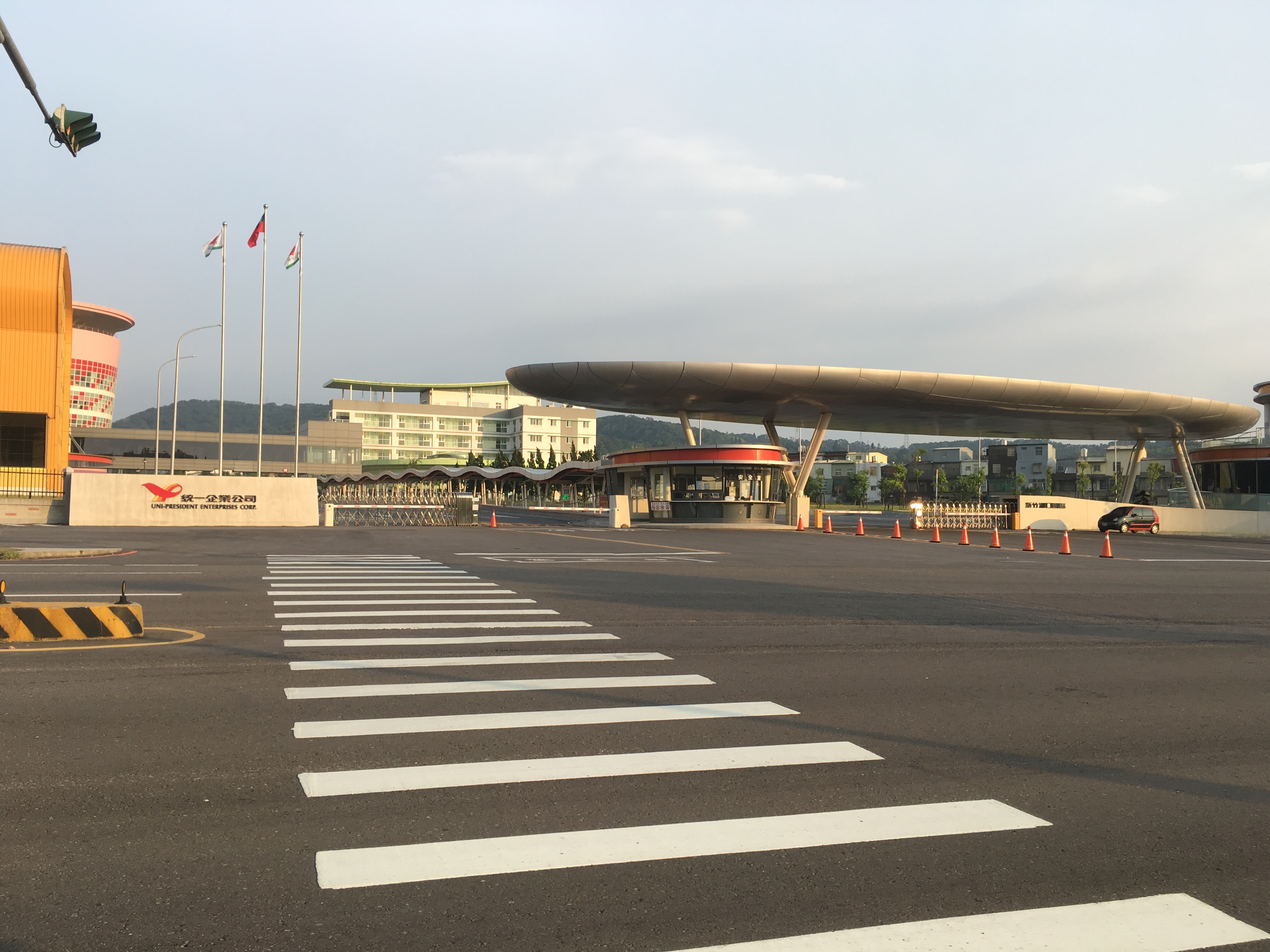
統一企業新竹湖口園区

- 1967年 - 「統一企業股份有限公司」が台南県学甲鎮（現台南市学甲区）にて開業する。最初は穀粉と飼料のメーカーであった。董事長に呉修齊が、総経理に高清愿が就任した。
- 1969年 - インスタントラーメンの製造を開始、また日清製粉と提携。またタイに投資し、香港にディーラーを設立した。
- 1972年 - 麵粉部、食品部、飼料部、油脂部の四事業部に分ける。
- 1975年 - 中国乳業公司を買収、乳品部を設立する。また明治乳業と技術提携を行う。
- 1979年，米セブンイレブンと契約、セブン-イレブンの経営を開始（後に日本セブンイレブンと提携）、超商部を設立。
- 1987年 - 上場。セブン-イレブンが 統一超商として独立。
- 1989年 - 統一ライオンズが味全食品（中国語版）（味全ドラゴンズ）、三商企業（中国語版）（三商タイガース）、兄弟大飯店（中国語版）（兄弟エレファンツ）とともに中華職業棒球聯盟（現中華職業棒球大聯盟）を結成。
- 1997年，統一超商が上場。新本社管理棟および研究棟が完成する。
- 2004年 - 10.5億元で光泉牧場（中国語版）の株を創業者の汪圳泉（中国語版）一族から31.25%を買収、また汪圳泉から光泉食品及びハイライフの株もそれぞれ30%買収。
- 2007年，高雄市前鎮区に複合商業施設・統一夢時代を開業させる。
- 2012年，新竹県湖口郷に100億台湾ドルを投じて工場を建設[9]。
- 2013年5月14日，ハイライフの株30%を安橋亞洲投資（antValue Asia Investment Ltd.）に1株16元、計3.75億元で売却。処分利益約2億元を得る[10]。
- 2013年11月12日，高清愿が董事長を辞職。娘婿の羅智先が後を継ぐ。
- 2014年1月 - 統一中控（中国語版）が台湾債を発行。台湾債を発行する初めての企業となった[11]。
- 2014年 - 無印良品と提携を開始。
- 2015年 - 前年（2014年）の本土事業の純利益が60％以上減少したと発表[12]。
- 2016年4月，創業者の高清愿が死去[13][14]
- 2016年，阪急百貨店と技術提携を開始。[15]
- 2016年5月，100億ニュー台湾ドルを投じて統一湖口園区を竣工。[16]
- 2017年7月27日 - 統一超商が上海スターバックスの株20％～30％を米スターバックスに売却し上海から撤退。代わりとして米スターバックスから台湾スターバックスの株を購入、統一超商が台湾スターバックスの全株式を保有するようになる。[17][18]。

## 歴代董事長
名誉董事長
| 姓名       | 任期                    |
| 名誉董事長 | 名誉董事長              |
| ---------- | ----------------------- |
| 呉修齊     | 2003年 - 2005年（死去） |

董事長
| 任別   | 姓名   | 任期                    |
| 董事長 | 董事長 | 董事長                  |
| ------ | ------ | ----------------------- |
| 1      | 呉修齊 | 1967年 - 2003年         |
| 2      | 高清愿 | 2003年 - 2013年11月12日 |
| 3      | 羅智先 | 2013年11月12日 - 現任   |

総経理
| 任別   | 姓名   | 任期                          |
| 総経理 | 総経理 | 総経理                        |
| ------ | ------ | ----------------------------- |
| 1      | 高清愿 | 1967年 - 1989年               |
| 2      | 林蒼生 | 1989年 - 2003年7月1日         |
| 3      | 林隆義 | 2003年7月1日 - 2007年6月28日  |
| 4      | 羅智先 | 2007年6月28日 - 2016年6月22日 |
| 5      | 侯榮隆 | 2016年6月22日 - 現任          |

廃止された職位
| 姓名             | 任期                          |
| ---------------- | ----------------------------- |
| 副董事長：高清愿 | 1989年 - 2000年               |
| 総裁：高清愿     | 2000年 - 2003年               |
| 総裁：林蒼生     | 2003年7月1日 - 2013年6月25日  |
| 副総裁：林隆義   | 2007年6月28日 - 2013年6月25日 |

## 主な製品
- 統一企業は主に、小麦粉、飼料、油脂、インスタントラーメン、冷凍食品、飲料、粉乳、乳製品、パン、醢醤品、肉製品、輸入食品等などを製造加工し、また販売するほか、豚・牛・鶏などの畜産、自動販売機の管理及びメンテナンス、清潔用品の製造等を行っている[20]。*統一企業は以下の国際的なブランドの経営権も保有している。
  - セブン-イレブン（台湾のセブン-イレブンは米セブン-イレブンから永久的な経営権を授権されているほか、フィリピン・上海でも運営）、スターバックス（台湾）、ミスタードーナツ（統一多拿滋（中国語版））、ダスキン（樂清服務）、コールド・ストーン・クリーマリー（酷聖石冰淇淋）、キッコーマン(統萬股份有限公司)。
- このほか、統一企業の自社ブランドとして以下のものがある。
  - 統一夢時代購物中心：統一時代百貨、コスメド（中国語版）、速邁樂加油中心（ガソリンスタンド）、21風味館（中国語版）、統一速邁自販（自動販売機）、博客来、統一渡假村、BEING SPORT(統一健身俱樂部)、PRESCO（統一数網）、統一速達（クロネコ宅急便）等。
- 統一企業の董事長（当時）高清愿は1999年に南台科技大学の董事長に就任した（～2014年）[21]。
- 集団は規模を拡大し、2002年には統一企業は業務部分を食品製造、流通、商流・貿易、投資の４社に分割した。

## 海外投資
中国大陸は統一企業が台湾以外で投資している最大の地区であり、1992年代に中国大陸市場への進出を開始。現在では50あまりの子会社を展開する。これ以外に、統一はベトナム、タイ、など東南アジア数か国にも投資し、諸外国の関連企業は100以上にも上る。
- 2005年7月，統一超商は済南地区最大のスーパーマーケットの一つであり、200以上の店舗を展開する山東銀座商城公司と合資を行い、山東統一銀座超市を設立。
- 2007年12月17日，統一企業の子会社である「統一企業中国（中国語版）」が香港証券取引所に上場。
- 2010年以降、「完達山乳業」、「今麥郎果汁」、「三水健力寶貿易（中国語版）」を買収、タイに工場を建設。さらにはシンガポール最大の飲料工場「ヨー・ヒャップセン」と戦略的提携[22]
- 2018年12月20日，統一企業の子会社Kai Yu (BVI) Invt. Co., Ltdが韓国の食品メーカー熊津食品（Woongjin Foods Co., Ltd.）74.8%の株式を2.29億アメリカドル（約68.7億ニュー台湾ドル）で取得。

## 争議事件

### 経理人制度事件
- 統一超商を創業以来31ヶ月連続で増収させ、「台湾流通業の父」と呼ばれた徐重仁（中国語版）が、入社35年後の2012年6月に突然26年間務めていた総経理を辞職した。徐の書籍《流通教父徐重仁青春筆記》の序文の最初に、「在今年6月21日，統一超董事會召開的那一天，即使我連續2年繳交了最佳成績單，但是我還是必須下車」[† 2] とある。[23]

### 食品安全事件
1986年
台中で、統一企業が委託する「永欣麵包廠」で製作していたアップルパンから食中毒事件が発生した。問題があったかにかかわらず、5つの委託工場を閉鎖したと述べた。
2001年
イギリスで製造されていた醤油とオイスターソースの中から、発ガン性物質である3-MCPDが欧州基準 を上回る量が検出され、醤油とオイスターソースの輸出が禁止された。 オーストラリア食品基準局はその後、検査を強化し、統一醤油を含めた多数の醤油とオイスターソースの輸入を禁止した
2004年
中華民国行政院衛生福利部は、国立清華大学にダイオキシン含有量の調査を委託したところ、統一牛乳にEUの上限を上回るダイオキシンが含有されていたことが明らかになった。統一企業は「台湾では食品中のダイオキシン含有量に関する規制基準がまだ確立されておらず、福利部がメーカーのリストを公表することは無責任である」と述べた。しかし清華大学の研究では、「人が毎日食品から摂取するダイオキシンは、肉30％、魚介30％、卵と油脂が32％、乳製品が8％であり、そのうち牛乳では3％である。毎日消費する牛乳の量の10倍を飲んでも、まだ安全範囲である」と述べた。一方で、医師は「ダイオキシンの長期摂取は肝機能を損傷し、また流産につながる」と指摘している。
2009年
中国海南省海口市工商局は、飲料「統一蜜桃多」を含む9個の商品から基準値を超えたヒ素が検出されたと発表した。その後の再検査ではすべてが合格した。これについて王建禄副局長は「これは手順上の誤りであり、検査ごとに十分なサンプルがあるため、直接発表せず、最初に企業に通知されるべきであり、製造業者が異議をとなえた場合は再検査できるようにすべきだ」と述べた。
2011年
- 中華民国経済部工業局で5月30日に公布された検査結果によると、統一寶健運動飲料の「寶健則」でフタル酸ジイソノニル（DINP）が1ppm以上検出され、統一寶健など7食品のGMP認証を取り消し、また統一企業に起雲剤（中国語版）を用いない製品の製造を命じ、直ちに検査のための発送を行わせた。[29][30][31]

- また同年6月15日には、消基会（中国語版）及び行政院消保会で2011年台湾可塑剤事件（中国語版）の515件の訴訟が成立し、最高で1億元の賠償を求められた。消保会が受け取った384件の訴訟のうち、LP33カプセルと寶健運動飲料への訴訟で66件を占めた。また消基会は131件の訴訟を受け取り、関連企業20社を招集し業界に対して調停と仲裁を受け入れるよう依頼し、消費者に補償するための保護基金を建てるよう提案した[32]。統一企業は基金を支援する意思を表明したが、政府はまだ基金を設立していない。

2012年
台北市政府衛生局は3月26日に検査した322件の商品から、6項目の可塑剤が発見され、10件の産品から基準値を超えた可塑剤が検出され、統一生機公司の「Santa Cruz100%有機檸檬汁」からはフタル酸ジイソデシル(DIDP)が7.2ppm検出された。統一企業は「Santa Cruz100%有機檸檬汁はアメリカのスマッカーの工場で製造されており、可塑剤を添加することなく搾りたて有機レモンから作られている。ボトルのシールが溶けたとの疑いがある」と声明を出した。 しかし行政院衛生省の可塑剤のデータによると、DIDPはDEHPとは異なり、発がん性を証明する十分な科学的根拠はなく、生殖器への毒性も明らかではなく、また内分泌撹乱物質ではないとしている。
2013年
- 5月31日のTVBSの報道によると、統一食品の工場内のプリンが警察によって押収された。調査データによると、統一食品は「立光農工業公司」の原料を6年に亘って使っていた。立光農は工業用のエチレンジアミン四酢酸二ナトリウム（EDTA-2Na）を原料の化合物として使用し、食品用の3分の1の価格で製造し、通常の価格で統一食品や愛之味（中国語版）をはじめとする大企業に販売したことが明らかになった。[36] 同時に統一食品は製品が汚染されているわけではないと声明を出したが、念のため、統一プリンを含む7製品を回収し、生産停止とした。もし立光農が違法な問題に関与していた場合、立光農は法律に従って訴追される。[37][38] また司法調査に協力して事実を明らかにし、製品の原材料が安全であることを確認してから生産を再開する。[39][40] 6月15日には統一プリンに工業原料が含まれておらず食用であることを確認し、統一プリンほか6商品の出荷を再開した。[41][42]
- 6月25日 - TVBSの報道によると、統一超商で扱っている「瑞穗蛋捲冰淇淋」、「冰之戀巧克力」、「義美（中国語版）雪捲」、「小美大盛冰」の4つのアイス製品を室温で2時間置いたところ、小美大盛冰を除く三商品が溶けないことが判明した。統一企業の公関経理涂忠正によると、「購入した段階では冷凍庫の温度のままだが、冷凍庫の温度が低いほど凝固の強度が増し、比較的ゆっくりと溶けることがある。」と話している[43]。同日TVBSの報道で乳化剤が添加されている可能性があるとした。[44] その後7月4日に東森電視の呉逸文が統一のアイスを2日間針に吊るして長明燈にさらす実験を行ったところ、24時間経っても溶けなかったことが判明した。涂忠正はこれに対し「溶ける速度は温度、乳化効果、粘度で決まる。溶解しやすそうな印象とは異なり、食品衛生管理法に基づいた原材料を使っている。そのためコストは高くなっている。」と述べた[45][46]

- 11月20日の商業周刊（中国語版）の報導によると、市場に出回っている生乳の60％には抗うつ薬、避妊薬、可塑剤、鎮痛剤が含まれていると報道した。 中でも「瑞穗巧克力牛奶」には抗生物質の代謝物であるピリミド[a]アゼピン（Pyrimido[a]Azepine）、人工女性ホルモン、及び避妊薬の代謝物であるテトラクロロ-o-ベンゾキノン、及び2種類以上の可塑剤に汚染されていると公表した。また「Dr. Milker極鮮乳」には、脂肪には抗うつ剤と鎮痛薬の代謝物であるデヒドロキシル-ビンカジンと、抗生物質の代謝物であるピリミド[a]アゼピンが含まれていると公表した。[47]

2014年
- 統一超商のプライベートブランドであるヌードルである「大燒包」「關東煮」からは、強冠黒心油の使用が疑われていたが、事件発生後率先して報告しなかった。衛生局は事件発生後、翌日に訪問すると応答し、最終的に除去された製品のリストに含まれることとなった。
  - 統一企業が生産する牛肉風味のインスタントラーメン17品目には、日本の三菱商事が購入した頂新が使用する問題の油を使用しており、統一超商が販売する「關東煮麻辣湯」にも三菱商事が購入した頂新の油が使用されている。このことは隠匿されていたが、2014年10月23日に食薬署（中国語版）によって発表された。[2][48][49]

### パッケージ表示問題
- 2013年7月17日の報道によると、卵製品のパッケージに「牧場」がつけられていたが、実際に調査すると牧場は存在せず、「虚偽牧場」であると判明した。監察委員に程仁宏（中国語版）らを据え、台北市及び新北市の10件の販売所を調査したところ、統一「元気牧場」、味全（中国語版）「木崗専業牧場」、福頂「自然牧場」とあったものの、農委会には登記されておらず、これらの牧場の存在を確認することはできなかった。衛生署は業者の放任性は国民を誤解させるとした。[50]

「統一生機四款精力湯」には着色料である銅葉緑素が添加されており、「統一旗下知名飲品飲冰室綠奶茶」にも銅葉緑素が含まれていたが、これらをただ「葉緑素」とのみ表記した。
- 2013年11月12日には食品安全問題が噴出。統一生機開発股份有限公司の「統一生機明日葉精力湯」の製品のラベルが間違っていることが判明。この商品には天然の葉緑素が含まれているとラベルに付けられていたが、実際は銅クロロフィルナトリウムが添加されていた。桃園県衛生局はラベル表示の偽装があったとして、統一生機に20万ニュー台湾ドルの罰金を課した。統一生機のトップページに「同社は、供給元が違法行為に関与しているかどうかに関して法的訴追の権利を留保する。」と掲載される[51]。さらに、統一企業に関連する統健實業股份公司聖德科斯の「明日葉精力湯」、「初乳蛋白精力湯」、「久司酵素精力湯」、「膠原蛋白精力湯」の4種の精力湯において違反が発覚。統健聖德科斯は7日、商品を回収し、法律に従って銅クロロフィルナトリウムにラベルを変更すると指示し、翌日には再出荷し、消費者の返品・交換を受け付けるとした。

## 子会社

### 統一超商股份有限公司
- 統一のコンビニエンスストア事業。台湾や上海のセブン-イレブンを運営している。

#### 愛金卡股份有限公司
- 統一超商の完全子会社で非接触式ICカードicashを展開している。

## 関連会社
- 統一生活 - 薬局・化粧品事業。康是美(COSMED)というドラッグストアを運営。
- 統一速達 - 宅配・配送事業。ヤマトグループと提携し、台湾で宅急便のフランチャイズ事業を展開している。
- 統正開発 - 統一夢時代。複合商業施設事業。
  - 統一百華 - 統一時代百貨。百貨店事業。
- 統一星巴克 - スターバックス。
- 博客来数位科技股份有限公司 - オンライン書店「博客来」を運営している。
- 統一多拿滋 - 台湾のミスタードーナツを運営するダスキンとの合弁企業。ダスキンの清掃用具レンタル事業も展開。
- 統萬股份有限公司 - 台湾と中国でしょうゆなどを製造するキッコーマンとの合弁企業。

### 事業提携している日本企業
- セブン-イレブン
- 良品計画（無印良品）
- ヤマト運輸
- ダスキン（ミスタードーナツ）
- キッコーマン